# Patera de Rogneda
Rogneda Patera
Pour les articles homonymes, voir Rogneda.
La patera de Rogneda (désignation internationale : Rogneda Patera) est une patera située sur Vénus dans le quadrangle de Taussig. Elle a été nommée en référence à Rogneda de Polotsk (966–1002), princesse de Polotsk, femme de Vladimir Ier (Grand-prince de la Rus' de Kiev), mère de Iaroslav le Sage.